# Slunkujauratj
Slunkujauratj är en sjö i Jokkmokks kommun i Lappland och ingår i Luleälvens huvudavrinningsområde. Slunkujauratj ligger i Pärlälvens fjällurskog Natura 2000-område.